# 谢尔盖·米哈伊洛维奇·伊格纳季耶夫

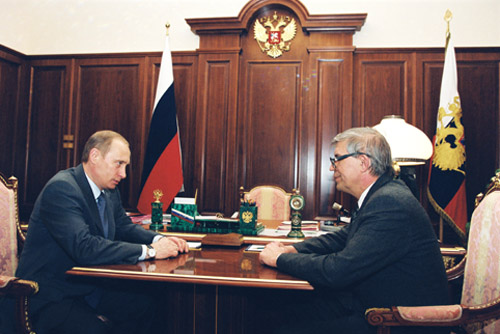
2002

谢尔盖·米哈伊洛维奇·伊格纳季耶夫（Сергей Михайлович Игнатьев，1948年1月10日—），生于列宁格勒（今圣彼得堡），俄罗斯经济学家、银行家，自2002年起任俄罗斯联邦中央银行行长。
从1996年9月13日至1997年4月5日，伊格纳季耶夫任总统叶行钦的经济助手，1997年4月至2002年3月间任俄罗斯财政部第一副部长，2002年3月20日起任俄罗斯联邦中央银行行长。
| 前任： 维克托·格拉先科 | 俄罗斯联邦中央银行行长 2002年3月21日－ 2013年7月3日 | 繼任： 埃尔薇拉·纳比乌林娜 |